# Olenos (Achaia)
Olenos (altgriechisch Ὤλενος) war eine antike Stadt in Achaia.
Wahrscheinlich handelte es sich um eine Neugründung des jenseits der Meerenge in Aitolien gelegenen Olenos. Nach Lykophron ließen sich einige Bewohner in Kypros nieder, und Diodor erzählt von einer Auswanderung nach Lesbos.
Olenos zählte zu den alten zwölf Städten Achaias, und seine Damiurgen sollen im ersten achaiischen Bund vertreten gewesen sein. Laut Pausanias übersiedelten die Einwohner aber in andere Dörfer, weshalb die Stadt bei der Neugründung des Bundes 280 v. Chr. nicht mehr aufscheint; in hellenistischer Zeit existierte Olenos nicht mehr.
Seine exakte geographische Position konnte noch nicht bestimmt werden. Es lag am kalydonischen Meerbusen zwischen Dyme und Patrai, an der Nordwestküste der Peloponnes. Die einst nach dem aitolischen Kalydon benannte Bucht heißt heute Golf von Patras, Dyme entspricht Kato Achaia, und die Gegend von Patrai ist als Patras zu einer bedeutenden Hafenstadt geworden. Das antike Olenos lag wohl in der Nähe des heutigen Dorfes Tsoukalaiika.